# Trichogyne repens
Trichogyne repens là một loài thực vật có hoa trong họ Cúc. Loài này được (L.) Anderb. miêu tả khoa học đầu tiên năm 1991.